# Meagan Good
Meagan Good (Panorama City, 8 augustus 1981) is een Amerikaans actrice. Ze begon in commercials toen ze vier jaar oud was. Ze zat op de middelbare school met Heather Lauren Olsen. Haar vader is agent bij de politie van Los Angeles. Good is van Puerto Ricaanse en Barbadiaanse afkomst.

## Filmografie
- Biblioteca Nacional de España: XX1502172
- Bibliothèque nationale de France: cb15024669v (data)
- Gemeinsame Normdatei: 1203931840
- International Standard Name Identifier: 0000 0000 6664 8011
- Library of Congress Control Number: no2006005021
- Système universitaire de documentation: 151263140
- Trove: 1457808
- Virtual International Authority File: 95127247
- WorldCat: E39PBJmpgjt63QBv836CD6bfMP